# 美濃浬
美濃 浬（みのう かいり（別名・夕樹 ミチル))は、日本のAV女優。
東京都出身。

## 略歴
- 2005年に夕樹ミチルとして『first fuck どこまでもHブレイク』でh.m.pよりAVデビュー。
- 同年美濃浬に改名しMOODYZよりセルデビューを果たす。

## 作品

### アダルトビデオ
夕樹ミチル 名義
- first fuck どこまでもHブレイク（2005年4月21日、h.m.p）
- エンドレスファック 衝撃のラスト…!?（2005年5月21日、h.m.p）

美濃浬 名義
- Sexy Celeb Muse Model Style（2005年6月13日、MOODYZ）
- Celeb Lover Cool style Beauty（2005年7月13日、MOODYZ）
- MODEL STYLE CLUB ～極上セックス モデル系～（2005年11月1日、MOODYZ）※総集編